# Nucleus tractus solitarii

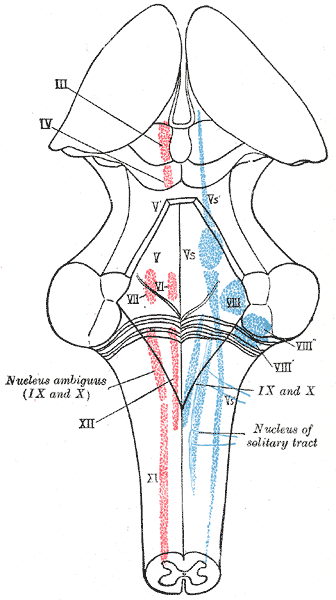
Schema des Hirnstamms von dorsal mit der Rautengrube als Boden des vierten Hirnventrikels in Bildmitte, darunter rechts im Bild der Nucleus tractus solitarii (blau eingezeichnet).

Als Nucleus tractus solitarii, auch Nuclei tractus solitarii, oder Nucleus solitarius wird eine ausgedehnte Region grauer Substanz des Markhirns bezeichnet, die dorsal in dessen Haube liegt.
Der Komplex enthält eine Reihe von (Sub-)Kernen als Nuclei, auf die primäre viszeroafferente Fasern der drei Hirnnerven Nervus facialis (VII), Nervus glossopharyngeus (IX) und Nervus vagus (X) projizieren, im oberen Abschnitt auch spezielle des Geschmackssinns. Diese „Kerne des Tractus solitarius“ bilden – um den Tractus solitarius, eine Bahn weißer Substanz, herum gruppiert – eine vertikale Säule grauer Substanz im unteren Hirnstamm.

## Lage und Aufbau
Über die gesamte Länge des verlängerten Marks (Medulla oblongata) oder Markhirns (Myelencephalon) erstreckt sich innerhalb der Markhirnhaube (Tegmentum myelencephali) – vom Übergang ins Rückenmark in Höhe der Pyramidenkreuzung kaudal (unten) bis in die Nachbarschaft der Area postrema und rostral (oben) an die viszerosensorische Zone des kaudalen Pons reichend – jederseits das Nuclei tractus solitarii genannte viszerosensorische Kerngebiet, das der Tractus solitarius durchzieht.
Beim Menschen werden in dieser Region neuroanatomisch etwa ein Dutzend (Sub-)Kerne unterschieden:
- Nuclei tractus solitarii
  - Nucleus parasolitarius
  - Nucleus commissuralis
  - Nucleus gelatinosus solitarius
  - Nucleus intermedius solitarius
  - Nucleus interstitialis solitarius
  - Nucleus medialis solitarius
  - Nucleus paracommissuralis solitarius
  - Nucleus solitarius posterior
  - Nucleus solitarius posterolateralis
  - Nucleus solitarius anterior
  - Nucleus solitarius anterolateralis

Die Neuronen der Kerngebiete des Komplexes arbeiten mit recht verschiedenen Neurotransmittern und machen es schon unter diesem Aspekt zu einer vielfältigen Hirnregion. Neben cholinergen finden sich hier zahlreiche peptiderge Neuronen, mit Transmittern wie vasoaktives intestinales Peptid, Corticoliberin oder Dynorphin.
Der Kernkomplex lässt sich grob in drei Abschnitte gliedern: einen kaudalen, einen medialen und einen rostralen, der auch als Pars gustatoria oder Nucleus gustatorius bezeichnet wird. Als dessen rostrale Verlängerung wird der Nucleus ovalis aufgefasst.
In der Pars gustatoria des Nucleus tractus solitarii enden speziell-viszerosensible Fasern pseudounipolarer Ganglienzellen aus dem Ganglion geniculi des Nervus facialis, aus dem Ganglion inferius (petrosum) des Nervus glossopharyngeus und aus dem Ganglion inferius (nodosum) des Nervus vagus. Hierbei führen das Ganglion geniculi Afferenzen von Geschmackspapillen aus den vorderen zwei Dritteln der Zunge, das Ganglion petrosum solche aus dem hinteren Drittel der Zunge und das Ganglion nodosum Afferenzen von Geschmacksknospen aus der Epiglottis und dem Zungengrund zum Nucleus gustatorius. Viszeroafferenzen des Nervus facialis erreichen auch den rostral angrenzenden Nucleus ovalis.
In den medialen und kaudalen Kernarealen, die auch als Pars cardiorespiratoria bezeichnet werden, enden allgemein-viszeroafferente Fasern des Nervus glossopharyngeus und des Nervus vagus. Sie innervieren u. a. die Schleimhäute von Rachen und Kehlkopf und führen Fasern aus den Chemorezeptoren im Glomus caroticum und Barorezeptoren (Drucksinneskörperchen) im Sinus caroticus.
Der Tractus solitarius führt vornehmlich primärafferente Fasern absteigend zu den gleichseitigen Kernarealen, geringfügig auch aufsteigend zu gegenseitigen solche, die im kaudalen Abschnitt kreuzen. Der als Nuclei tractus solitarii bezeichnete Kernkomplex ist unmittelbar um den Tractus solitarius herum angeordnet.

## Funktion
Wie der Name Nucleus gustatorius („Geschmackskern“) nahelegt, laufen diesem Kerngebiet Geschmacksfasern zu. Ein bewusster gustatorischer Sinneseindruck kann allerdings erst entstehen, wenn deren Signale nach Aufarbeitung in diesen Kernen des Markhirns von hier weitergeleitet, und nach Umschaltung im Thalamus des Zwischenhirns – auf kleinzellige Neuronen des Nucleus ventralis posteromedialis (VPM) – schließlich auch Areale der Großhirnrinde (Cortex cerebri) im Endhirn erreichen, so im Operculum parietale und in der Insula.
Auf Ebene des unteren Hirnstamms jedoch spielen die Signale der speziell-viszerosensiblen Geschmacksnerven eine andere Rolle und sind in (lebenswichtigen) Verschaltungen für Funktionen der Nahrungsaufnahme und Verdauung bedeutsam. So können von hier Impulse ausgehen, die den Speichelfluss erhöhen, Kaubewegungen anregen und auch den Schluckakt auslösen (sowie daneben die Freisetzung von Verdauungssäften stimulieren). Andererseits kann das Schlucken erschwert und eine Aufnahme verwehrt werden. Weiterhin kann hier ein Würgen, ein Husten, oder ein Niesen vermittelt werden – als Abwehrreaktion oder auch als Schutzreflex, um die Atemwege frei zu halten.
Außer den speziell-viszerosensorischen Primärafferenzen des Geschmacksinns erreichen die Nuclei tractus solitarii weitere primäre Afferenzen, neben einigen somatosensorischen überwiegend allgemein-viszerosensorischen. Zu den Afferenzen aus anderen Hirnregionen zählen beispielsweise die aus der dorsal benachbarten Area postrema in der Wand des IV. Ventrikels; umgekehrt erreichen Efferenzen aus dem Nucleus solitarius diese Region. Diese können darüber ein Erbrechen bewirken, wobei der verarbeitete emetogene Reiz nicht unbedingt ein Geschmacksreiz sein muss, es kann z. B. auch der Gastrointestinaltrakt gereizt werden.